# Saint-Léger, Mayenne
Saint-Léger är en kommun i departementet Mayenne i regionen Pays de la Loire i nordvästra Frankrike. Kommunen ligger i kantonen Sainte-Suzanne som tillhör arrondissementet Laval. År 2022 hade Saint-Léger 323 invånare.

## Befolkningsutveckling
Antalet invånare i kommunen Saint-Léger
| Referens: INSEE |